# Parafia św. Władysława w Szydłowie
Parafia Świętego Władysława – parafia rzymskokatolicka w Szydłowie. Erygowana w XIII wieku. Mieści się przy ulicy Staszowskiej. Duszpasterstwo w niej prowadzą księża diecezjalni.